# Børsmose Strand
Børsmose Strand ligger i Varde Kommune, Ål Sogn ved Børsmose ud til Vesterhavet. 
|  | Denne artikel om lokaliteten Børsmose Strand kan blive bedre, hvis der indsættes et (bedre) billede. Du kan hjælpe ved at afsøge Wikimedia Commons for et passende billede eller lægge et op på Wikimedia Commons med en af de tilladte licenser og indsætte det i artiklen. |

55°40′15.41″N 8°8′36.16″Ø / 55.6709472°N 8.1433778°Ø